# لورن تام
لورن تام (انگلیسی: Lauren Tom؛ زاده ۴ اوت ۱۹۶۱) یک هنرپیشه اهل ایالات متحده آمریکا است. وی از سال ۱۹۷۸ میلادی تاکنون مشغول فعالیت بوده‌است.
از فیلم‌ها یا برنامه‌های تلویزیونی که وی در آن نقش داشته‌است می‌توان به سریال دشت بزرگ بندر، مرد کادیلاک، یک جمع خوب، آقای جونز، وقتی که مردی زنی را دوست دارد، یک عشق واقعی و پشت‌بام‌ها اشاره کرد. و همچنین در سریال دوستان در نقش جولی نامزد راس گلر و سریال دروغگوهای زیبای کوچک در نقش وکیل آلیسون دیلارنتیس و همچنین در اپیزودهایی از سریال سوپرنچرال نقش آفرینی کرده‌است.